# Авги (вестник)
Вижте пояснителната страница за други значения на Авги.
„Авги“ (на гръцки: Αυγή) e всекидневник, орган на единната демократична левица в Гърция. Излиза от 1952 г. Забранен от военната хунта след преврата през април 1964 г. Излиза нелегално.